# Amblyseius juliae
Amblyseius juliae är en spindeldjursart som beskrevs av Schicha 1983. Amblyseius juliae ingår i släktet Amblyseius och familjen Phytoseiidae. Inga underarter finns listade i Catalogue of Life.